# Marbury v. Madison
Marbury v. Madison (Marbury contre Madison) est un arrêt de la Cour suprême des États-Unis, (arrêt 5 U.S. 137) rendu le 24 février 1803. C’est à bien des égards le plus important des arrêts rendus par la Cour, non pour l’importance de l’affaire jugée, qui est mineure, mais pour les principes qu’il établit. La Cour affirme la capacité, pour les tribunaux et en particulier pour elle-même, de juger de la conformité des lois à la constitution et d’écarter, en ne les appliquant pas, celles qui y contreviendraient. Ce principe donne à la Cour son pouvoir le plus important, et fait d’elle la première Cour suprême apte à se saisir de questions constitutionnelles de l’histoire.

## Le contexte politique et les faits
Après la guerre d’indépendance, pendant la période des articles de confédération, et les premières années après l’établissement de la constitution, le débat politique porte sur des questions institutionnelles, concernant l’organisation des pouvoirs, et tout particulièrement les pouvoirs respectifs des états. Une fois la constitution établie, on peut distinguer deux partis, bien qu’il faille plutôt y voir des groupes informels, et non des partis de militants, ni des partis capables d’imposer une discipline de vote à des élus.
- Le Parti fédéraliste, dont les personnalités marquantes sont John Adams et Alexander Hamilton (mort en 1804) prône des pouvoirs étendus du gouvernement fédéral sur les états, et une organisation des pouvoirs privilégiant l’efficacité. Ils sont aussi méfiants quant aux possibles excès de la démocratie.
- Les républicains démocrates, de Thomas Jefferson et James Madison sont soucieux de limiter les pouvoirs des gouvernements, en particulier du gouvernement fédéral (moins Madison que Jefferson sur ce point précis), et attachés à des principes de souveraineté populaire.

John Adams, deuxième Président des États-Unis, et fédéraliste, est battu aux élections de novembre 1800 par Thomas Jefferson, chef des démocrates-républicains. À l’époque, le nouveau Président, ainsi que le nouveau Congrès, ne prennent leurs fonctions qu’au début du mois de mars, soit cette fois le 4 mars 1801 (Le Président aussi bien que le Congrès sont traditionnellement qualifiés de lame ducks, canards boiteux, pendant la période séparant l’élection de leur successeur de la fin de leur mandat. Depuis la révision constitutionnelle de 1933, le Congrès prend ses fonctions le 3 janvier, et le Président le 20). Le Président et la majorité fédéraliste au Congrès mettent la période à profit pour placer leurs partisans à des postes vacants (en particulier dans la magistrature, ce qui vaut aux nouveaux nommés le surnom de Midnight Judges, "juges de dernière minute".), et même créer de nouveaux postes. Parmi ces nominations, deux sont particulièrement importantes pour l’affaire, celles de John Marshall et celle de William Marbury.
John Marshall est alors secrétaire d'État des États-Unis, et ce depuis juin 1800. La fonction correspond surtout à celle d’un ministre des Affaires étrangères, mais elle comprend aussi, à l’époque, des attributions proches de celles d’un Garde des sceaux : le secrétaire d’État a la garde du sceau des États-Unis, et c’est lui qui est chargé de la publication et de la conservation des documents officiels. Il n’a pas, en revanche, les fonctions d’un ministre de la Justice. Le 4 février, il devient Président de la Cour suprême (Chief Justice of the United States), le poste étant vacant depuis décembre. Il continue cependant à assurer les fonctions de secrétaire d’État jusqu’à la prise de fonction de Jefferson, cumul impensable aujourd’hui, mais non exceptionnel à l’époque.
William Marbury est un riche financier, lié au Parti fédéraliste. Il est nommé à un poste nouvellement créé de juge de paix, dans le district de Washington. Il ne s’agit pas à proprement parler d’un juge fédéral, nommé à vie (on parle de juge de l’article III qui, dans la Constitution, établit le pouvoir judiciaire), mais d’un juge de l’article I (celui sur le pouvoir législatif), officiant dans un tribunal aux attributions réduites, créé par le Congrès ; il est nommé pour cinq ans. De nombreuses nominations de "juges de dernière minute" sont signées par Adams le 3 mars, dernier jour de son mandat.
Le secrétaire d’État doit remettre les actes de nomination (commissions) aux personnes concernées, mais Marshall n’a pas le temps de le faire. Le nouveau Président Jefferson nomme James Madison secrétaire d’État, et lui ordonne de ne pas remettre les nominations. Il est possible que quelques-unes d’entre elles aient néanmoins été remises à leur destinataire. Celle de Marbury en tout cas ne l’est pas, et il se trouve ainsi empêché d’occuper son poste. Considérant que sa nomination est valide du seul fait de sa signature par le Président Adams, et que Madison n’est pas fondé en droit à la lui refuser, il demande à la Cour suprême, présidée par John Marshall, de délivrer à Madison une injonction (writ of mandamus, précisément une injonction de faire), afin que la nomination lui soit remise. De là le nom de l’affaire:  Marbury contre Madison.

## L’arrêt
L’arrêt est rendu par une Cour unanime, dont l’opinion est rédigée par John Marshall. L’argumentation se déroule en trois parties. 
- Tout d’abord, la question de fond : Marbury a-t-il droit à ce que l’acte lui soit remis ? 
Ensuite, deux questions de procédure: 
- Marbury dispose-t-il d’un recours contre le refus de Madison ? 
- Et si oui, ce recours peut-il prendre la forme d’une injonction délivrée par la Cour suprême ?

### Validité de la nomination
C’est l’examen de la question au fond. La Cour examine à quel moment la nomination à un poste est effective. Cette question, note la Cour, est secondaire pour les offices dont le Président peut librement démettre le titulaire, la nomination n’ayant alors jamais de réel caractère définitif. Mais ce n’est pas le cas pour un juge de paix, nommé pour cinq ans. La procédure prévoit que le candidat désigné (nominated) par le Président doit d’abord être accepté par le Sénat, après quoi le Président peut signer la nomination (appointment), et le secrétaire d’État lui appose le sceau des États-Unis. Le secrétaire d’État transmet la nomination à l’intéressé et en conserve une copie. Le pouvoir de nomination appartenant au Président, après avis conforme du Sénat, c’est la signature du Président qui rend l’acte valide, sa dernière intervention dans le processus. La validité ne peut dépendre du secrétaire d’État, ni, souligne Marshall, du fait que l’acte soit effectivement transmis à son destinataire ou au contraire perdu par la poste. Le secrétaire d'État doit remettre l’acte et si nécessaire en fournir une copie. Sur le fond, la Cour donne donc tort au président Jefferson: il ne peut revenir sur les nominations de dernière minute de son prédécesseur en demandant à son secrétaire d’État de les bloquer.

### Les voies de recours
Ayant répondu positivement à la première question, la Cour examine si Marbury dispose de recours (remedies). Deux raisons justifient cette question. D’abord la vieille tradition du droit anglais, à laquelle se rattachent les tribunaux américains, est très stricte sur la procédure et privilégie l’examen des voies de recours avant celles des droits stricts, ce que dit l'adage remedies precede rights. Ensuite et surtout, la possibilité pour un tribunal d’adresser une injonction à un membre éminent du pouvoir exécutif doit être examinée sous l'angle de la séparation des pouvoirs. La première question est rapidement tranchée, citant William Blackstone, le plus important représentant de la doctrine britannique au XVIIIe siècle : « s'il existe un droit légal, alors il doit exister aussi un recours légal […] lorsque ce droit est violé ». Reste la question plus délicate de la séparation des pouvoirs. Lorsque les agents de l'exécutif assistent le Président dans ses tâches constitutionnelles, ils sont censés n'obéir qu'à lui seul et, comme lui, ne sont responsables que politiquement, devant la nation. Les tribunaux n'ont pas à connaître de leurs actions. En revanche, dit la Cour, la loi peut imposer au titulaire d'une des charges de l'exécutif des obligations annexes, de nature administrative (ministerial duties), auxquelles le Président ne peut s'opposer. Dans ce cas, l'action en justice est ouverte à des personnes qui seraient lésées par leur inexécution. Le secrétaire d'État est ainsi tenu de remettre à Marbury sa nomination. L'injonction est une solution appropriée, en l'absence d'autres recours légaux, dans la logique de l'equity.
Si elle n’est pas placée au cœur de l’arrêt Marbury, la question du contrôle judiciaire des actes de l'exécutif, spécifiquement de son refus d'agir, reste une question importante. La Cour la traite plus en détail, trente-cinq ans plus tard, avec l'arrêt Kendall v. United States 37 U.S. 524 (1838), portant sur des faits très similaires, qui aboutit à la même solution que dans l'arrêt Marbury (non cité) : « prétendre que le pouvoir du Président de faire exécuter les lois entraîne un pouvoir d’en empêcher l’exécution est une interprétation tout à fait nouvelle de la Constitution et entièrement inacceptable ».

### La compétence de la Cour suprême
Ayant jugé l’injonction appropriée, Marshall pose la question de la capacité de la Cour à l’émettre. Celle-ci est prévue dans le Judiciary Act de 1789, la loi qui a organisé le pouvoir judiciaire immédiatement après que la Constitution a pris effet : « La Cour suprême aura pouvoir [...] d'émettre des injonctions, lorsque c'est conforme aux principes et usages du droit, à l'encontre [...] de tout titulaire d'un office sous le gouvernement des États-Unis ». Ce pouvoir est spécifiquement accordé à la Cour suprême et non aux autres tribunaux. Ceci est repris de la tradition anglaise, où les writ of mandamus à l'encontre des officiers de la Couronne ne sont délivrés que par la Cour du banc du Roi. Mais l’article III de la constitution des États-Unis (section 2, al. 2) dit que « Dans tous les cas concernant les ambassadeurs, les autres ministres publics et les consuls, et ceux auxquels un État sera partie, la Cour suprême aura compétence de première instance. Dans tous les autres cas mentionnés précédemment, elle aura compétence d’appel, et pour le droit et pour le fait, sauf telles exceptions et conformément à tels règlements que le Congrès aura établis ». Une lecture stricte de cette clause interdit à la Cour suprême de juger de l’affaire en première instance (les ministres dont il est ici question sont des diplomates de rang inférieur aux ambassadeurs, et non des membres du gouvernement).
La Cour soulève alors d’office le moyen de l’inconstitutionnalité du Judiciary Act : aucune des parties ne le souhaitait, ni Marbury, qui se voit ainsi privé de son recours, ni le gouvernement, qui désapprouve l’idée du contrôle de constitutionnalité par la Cour. Marshall souligne avec force qu'« on ne peut présumer qu’il se trouve dans la Constitution des clauses qui soient sans effets ». Il pose ensuite deux principes majeurs : en premier lieu, la supériorité de la Constitution sur la loi n’est pas qu’une considération théorique, mais doit être mise en pratique, avec pour conséquence la nullité des actes qui lui sont contraires ; ensuite, il appartient principalement au pouvoir judiciaire d’interpréter la Constitution, et donc d’apprécier la conformité des lois à celle-ci.
Vient alors le point clé de l’opinion : 

« C’est précisément le domaine et le devoir du pouvoir judiciaire de dire ce qu’est la loi. Ceux qui appliquent une règle à un cas particulier doivent nécessairement exposer et interpréter cette règle. Si deux lois se contredisent, les tribunaux doivent décider comment chacune s’applique. Il en est ainsi si une loi contredit la Constitution : si la loi et la Constitution s’appliquent toutes deux à une affaire particulière, alors le tribunal doit, soit trancher l’affaire selon la loi, en ignorant la Constitution ; soit, pour faire respecter la Constitution, il doit ignorer la loi : le tribunal doit déterminer laquelle de ces deux règles en conflit décide de l’affaire. C’est l’essence même du travail du Juge. »

Pour Marshall, l’existence même d’une Constitution écrite, apportant de surcroît des limites explicites au pouvoir législatif, force à trancher en faveur de la Constitution, sans quoi l’écriture même de la Constitution ne serait qu’une fiction absurde. Pour affirmer encore le pouvoir du juge, il fait référence au texte de l’article III : « Le pouvoir judiciaire s’étendra à tous les cas [...] ressortissant à la présente Constitution, aux lois des États-Unis, aux traités [...] », et plus loin, celui de la clause de suprématie, à l'article VI : « La présente Constitution, ainsi que les lois des États-Unis qui en découleront [...] seront la loi suprême du pays ».
En conséquence, est nulle la clause du Judiciary Act qui donne à la (seule) Cour suprême pouvoir de délivrer des injonctions, alors que la Constitution ne lui permet de juger qu'en appel, et Marbury se trouve sans recours, bien que son droit ait été reconnu.

## Un arrêt habile qui renforce la cour
On peut soupçonner que Marbury et les autres plaignants, plus que voir leur nomination effective, aient voulu créer un incident, et mettre dans l'embarras l'exécutif démocrate-républicain en créant un conflit avec le judiciaire, acquis aux fédéralistes. Jefferson et Madison ne reconnaissaient pas la compétence de la cour suprême sur cette affaire puisqu'ils considéraient que la Cour suprême n'avait pas à intervenir dans les affaires politiques, Madison avait refusé de se présenter aux audiences et il était clair pour chacun que Madison n'obéirait pas à une éventuelle injonction. Les fédéralistes auraient pu se réjouir de la crise, mais la Cour aurait pu y perdre en prestige. Marshall risquait même la destitution par le Congrès (impeachment), publiquement envisagée, pour s’être départi de la neutralité politique attendue des juges.
En n'intervenant pas dans la vie politique, la décision de la Cour Suprême aurait favorisé une version de la séparation des pouvoirs dans laquelle chacun d’eux exerce ses compétences dans son propre domaine, strictement délimité, et sans que les autres viennent y interférer. Cette solution, au contraire de ce qui a prévalu, le système des freins et contrepoids (checks and balances), dans lequel chacun des pouvoirs a quelques leviers sur les autres, signifie un pouvoir judiciaire beaucoup plus faible que les deux autres. Elle aurait pu aussi choisir une solution particulièrement économique, se déclarer incompétente non pas en reconnaissant une immunité du pouvoir exécutif, mais simplement parce que la constitution ne lui donne qu’une compétence d’appel dans cette affaire. Au regard de l’arrêt finalement rendu, qui ne conclut à l’incompétence qu’après avoir examiné l’affaire au fond, cette solution, politiquement sans conséquence, pouvait sembler juridiquement mieux fondée (voir par exemple le court arrêt ex parte McCardle, 74 U.S. 506 (1868) qui débute ainsi : « La première question est nécessairement celle de la compétence (jurisdiction). Car si [la compétence fait défaut], alors il est inutile, sinon inconvenant, d'entrer dans la discussion des autres questions »).
La solution retenue est particulièrement habile. La Cour, tout en reconnaissant l'existence d'un domaine dans lequel l'exécutif peut agir hors de tout contrôle juridictionnel, limite fermement ce domaine. Elle a de plus l'avantage, dans le combat politique du moment, de déclarer que Madison, en suivant les ordres du président, est dans l'illégalité. Pour autant, puisqu'elle n'a aucun effet pratique, qu'elle ne permet pas à Marbury d'occuper son poste, ne contient pas d'injonction, il est impossible à l'exécutif de résister à la décision, d'empêcher son application : il n'y a rien à appliquer. Jefferson peut tout au plus critiquer, ce dont il ne se prive pas.
Enfin et surtout, la Cour estime qu'elle est l'institution qui est en mesure de prononcer la constitutionnalité des lois et de rejeter celles qui ne sont pas en conformité avec la Constitution. Il a été remarqué qu'en l'espèce, l'inconstitutionnalité du Judiciary Act n'avait rien d'évident. D'abord, une lecture moins stricte de l'article III était possible. Le texte en cause est « dans tous les autres cas [...], elle aura compétence d'appel, et pour le droit et pour le fait, sauf telles exceptions et conformément à tels règlements que le Congrès aura établis ». Marshall y lit que le Congrès n'est pas libre de donner à la Cour compétence originelle en dehors des cas prévus. On pourrait y lire plutôt que la Cour suprême a au moins une compétence d'appel dans les autres cas, c'est-à-dire que le Congrès ne peut mettre la Cour suprême « hors jeu », en laissant d'autres tribunaux décider en dernier ressort. Ou plus simplement, en s'appuyant sur les derniers mots, sauf telles exceptions que..., que la Constitution donne une compétence par défaut, qui ne vaut que quand le Congrès ne choisit pas une autre formule. On note toutefois que cette partie de l'article III section 2 n'est pas citée dans l'arrêt: c'est cela qui rend possible l'interprétation critiquable, sinon erronée, de la Cour.
Dans le même esprit, l'article II, section 2 prévoit, par défaut, que le Président nomme avec le consentement du Sénat aux postes créés par la loi, mais que la loi peut en disposer autrement. Même en acceptant l'interprétation stricte de Marshall sur l'article III, une lecture conciliante du Judiciary Act était possible. Elle consistait à considérer que la Cour ne pouvait émettre d'injonction que lorsqu'elle est compétente en première instance. Si l'on peut contester aux tribunaux le pouvoir de déclarer une loi contraire à la constitution, on leur reconnaît en général celui de chercher, dans la mesure du possible, à interpréter de manière compatible deux normes également applicables. La décision aurait été la même (l'injonction demandée ne peut être délivrée, faute pour la Cour d'être investie de ce pouvoir), sans avoir à déclarer une loi (partiellement) inconstitutionnelle, et donc sans affirmer détenir ce pouvoir (on peut objecter cependant qu'il s'agirait plus d'une réserve d'interprétation, limitant fortement le sens que le législateur souhaitait donner au texte, que d'une lecture conciliante, ce qui reviendrait à prétendre encore pouvoir apprécier la constitutionnalité des lois).
En revendiquant et en exerçant le contrôle de constitutionnalité des lois, la Cour suprême place le pouvoir judiciaire sur un pied d'égalité avec les deux autres, bien loin de Montesquieu qui écrivait (à propos de l’Angleterre) que « le pouvoir judiciaire est en quelque sorte nul », parce qu’il ne juge que de questions particulières et jamais générales. La première phrase du passage cité plus haut, « C’est précisément le domaine et le devoir du pouvoir judiciaire de dire ce qu’est la loi » (It is emphatically the province and duty of the judiciary to say what the law is) est parfois reprise par la cour dans ses arrêts, lorsqu’elle veut réaffirmer solennellement son autorité. Sous la présidence de Marshall, la plus longue de l’Histoire, jusqu’à sa mort en 1835, la cour rend quelques autres arrêts historiques, qui donnent sa pleine extension au pouvoir judiciaire. Leur importance pratique dépasse de loin celle de l’arrêt Marbury.
En ce début de XIXe siècle, plutôt que vers Montesquieu, c’est vers Tocqueville qu’il faut se tourner qui, dans les dernières années de la présidence de John Marshall, écrira de la Cour suprême que « jamais un plus immense pouvoir judiciaire n’a été constitué chez aucun peuple ».

## La question du contrôle de constitutionnalité
Le contrôle de constitutionnalité des États-Unis est décentralisé car exercé par l'ensemble des tribunaux ordinaires (contrôle dit « diffus ») du pays et exercé a posteriori dans la mesure où il porte sur une loi déjà promulguée. Ce contrôle se qualifie également de concret dans la mesure où le juge va être amené à statuer par voie d'exception à l'occasion d'un litige particulier portant sur un objet distinct (recours incident).
C'est donc un modèle de justice constitutionnelle totalement différent de celui constaté en Europe qui est ici observé et qui permet d'effectuer une distinction nette et précise entre les différentes formes de justices constitutionnelles.
Lorsque la Cour suprême des États-Unis eût rendu cet arrêt, le Président Thomas Jefferson le critiqua, considérant que ce pouvoir plaçait l'Amérique : « sous le despotisme d'une oligarchie ».